# شعية سلاكية
شعية سلاكية (الاسم العلمي:Actinomyces slackii) هي نوع من البكتيريا يتبع جنس الشعية الفطرية من فصيلة شعاوية.